# Mehmet Ali İrtemçelik

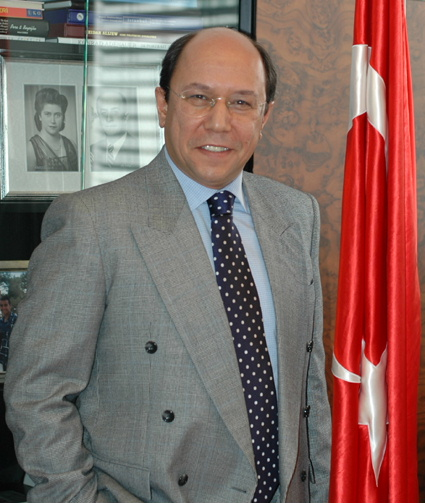
Mehmet Ali İrtemçelik (2006)

Mehmet Ali İrtemçelik (* 17. März 1950 in Istanbul) ist ein türkischer Diplomat und Politiker.

## Diplomatische Karriere
Er besuchte das Galatasaray-Gymnasium und die Bosporus-Universität in Istanbul. Er trat am 4. März 1975 in den diplomatischen Dienst und diente 1977–1980 als Assistenzkonsul im türkischen Generalkonsulat Chicago, 1980–1982 als zweiter Attaché sowie führender Attaché in der türkischen Botschaft Kabul, 1982–1984 als Vorsitzender der Abteilung des Büros für Multilaterale Beziehungen im türkischen Außenministerium, 1984–198 als Attaché und Direktor in der Ständigen Vertretung der Türkei bei den Vereinten Nationen, als Berater des Außenministers zwischen 1988 und 1991 (ab 1989 mit dem Titel Botschafter) sowie 1991 als Berater des Ministerpräsidenten. Er wurde der jüngste Botschafter in der Geschichte der Republik, als ihm 1989 mit 39 Jahren der Titel verliehen wurde.
Er war zwischen dem 29. November 1991 und dem 31. Juli 1995 der türkische Botschafter in der jordanischen Hauptstadt Amman sowie in der bulgarischen Hauptstadt Sofia zwischen dem 31. Juli 1995 und dem 3. November 1997. Nachdem seine Botschaftszeit geendet hatte, diente er bis zum 11. Januar 1991 als Assistenzdirektor im Büro für Bilaterate Beziehungen des Außenministeriums.

## Politiker und Rückkehr zum diplomatischen Dienst
Bei der Wahl am 18. April 1999 wurde er als führender Kopf der Liste der Mutterlandpartei (türkisch Anavatan Partisi, ANAP) im dritten Wahlkreis Istanbuls (umfasst den gesamten asiatischen Teil der Stadt) zum Parlamentsabgeordneten gewählt. Zwischen dem 27. Mai 1999 und dem 6. Mai 2000 war er Staatsminister für Beziehungen zur Europäischen Union und Menschenrechtsfragen sowie gleichzeitig als Regierungssprecher unter der DSP-geleiteten Regierung von Bülent Ecevit. Als Abgeordneter diente er im Komitee für Auswärtige Beziehungen sowie in der türkischen Delegation zum Parlamentarischen Versammlung im Europarat. Nachdem er sich mit seinem ehemaligen Klassenkameraden aus dem Gymnasium und derzeitigen Parteivorsitzenden Mesut Yılmaz zerstritt und Ministerpräsident Bülent Ecevit beschuldigte, die Verfassung vor der Präsidentschaftswahl 2000 zu ändern, trat er am 6. Mai 2000 zurück und wurde unabhängiges Parlamentsmitglied. Er trat zur Wahl 2002 nicht an und kehrte mit seiner Ernennung zum türkischen Botschafter in Deutschland durch die Regierung Erdoğan am 16. Oktober 2003 in den diplomatischen Dienst zurück. Er blieb dies bis zum 18. März 2008 und arbeitet zurzeit im Außenministerium.
Er spricht fließend Französisch (durch die französischsprachige Galatasaray-Schule) und Englisch (durch die Bosporus-Universität). Er ist verheiratet und hat drei Kinder.